# Trichoneura
Trichoneura  es un género de plantas herbáceas,  perteneciente a la familia de las poáceas. Es originario de América y África tropical. Comprende 32 especies descritas y de estas, solo 8 aceptadas.

## Taxonomía
El género fue descrito por Nils Johan Andersson y publicado en Kongliga Svenska Vetenskaps Academiens Handlingar, n.s. 1853: 148. 1855. La especie tipo es: Trichoneura hookeri Andersson.  
Etimología
El nombre del género deriva de las palabras griegas thrix (pelo) y neuron (nervio), refiriéndose a los nervios ciliados de la lema. 

## Especies aceptadas
A continuación se brinda un listado de las especies del género Trichoneura aceptadas hasta junio de 2015, ordenadas alfabéticamente. Para cada una se indica el nombre binomial seguido del autor, abreviado según las convenciones y usos.	
1. Trichoneura ciliata (Peter) S.M.Phillips - Etiopía, Kenia, Tanzania
2. Trichoneura elegans Swallen - Texas, Tamaulipas
3. Trichoneura eleusinoides (Rendle) Ekman  - Angola, Namibia
4. Trichoneura grandiglumis (Nees) Ekman - Ethiopia, Tanzania, Zambia, Angola, Mozambique, Zimbabue, Botsuana, Provincia del Cabo, Namibia, Lesoto, KwaZulu-Natal, Swaziland,  Gauteng, Mpumalanga, Limpopo
5. Trichoneura lindleyana (Kunth) Ekman - Galápagos
6. Trichoneura mollis (Kunth) Ekman - Sahara y Arabia desde Mali a Egipto y Omán
7. Trichoneura schlechteri Ekman - Mozambique, Limpopo
8. Trichoneura weberbaueri Pilg. - Chile, Perú